# Wyściółka

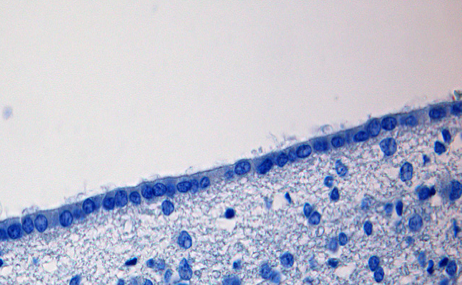
Wyściółka, barwienie H-E

Wyściółka (łac. ependyma, ang. ependyma) – jednowarstwowy szereg komórek sześciennych wyściełających jamy ośrodkowego układu nerwowego: komór mózgu i wodociągu mózgu, a także kanału środkowego rdzenia kręgowego. Wywodzi się z nabłonka cewy nerwowej. Komórki wyściółki, inaczej ependymocyty, są typem komórek glejowych, posiadają liczne mikrokosmki na powierzchni zwróconej do światła komór. Na powierzchni podstawnej ependymocytów znajdują się liczne wgłobienia i wypustki, za pomocą których komórki te łączą się z astrocytami.
Funkcją ependymy wchodzącej w skład bariery krew-mózg jest uczestniczenie w wymianie substancji pomiędzy płynem mózgowo-rdzeniowym a tkanką nerwową.